# Lettre « From Hell »

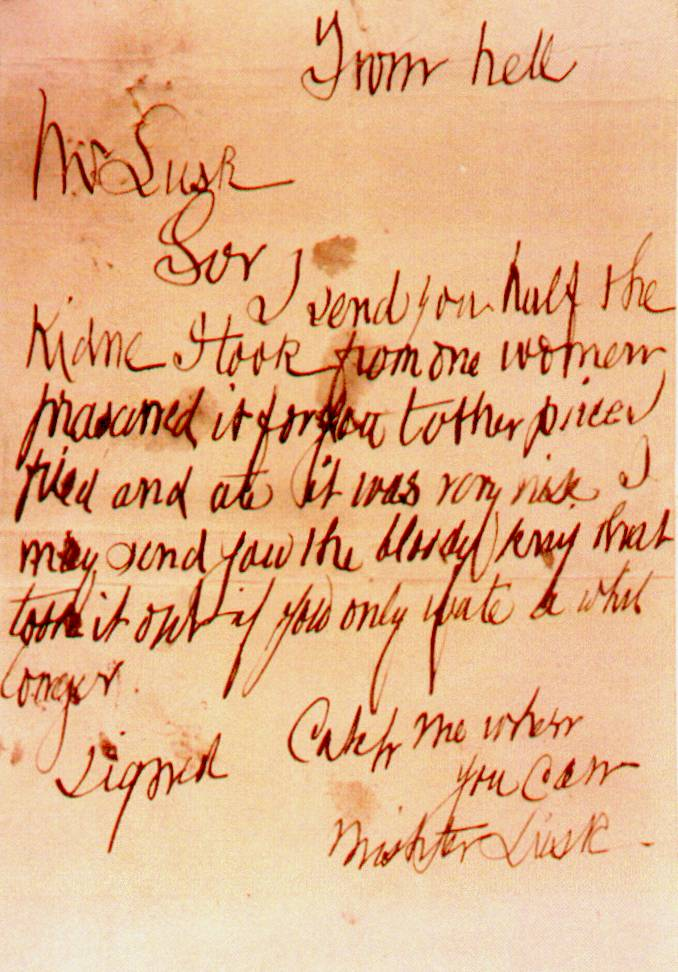
Fac-similé de la lettre « From Hell ». Photographie prise avant que la lettre ne fût perdue.

La lettre « From Hell » ou lettre de Lusk fut postée en octobre 1888 par une personne s'accusant d'être le tueur en série Jack l'Éventreur.

## Contenu
Oblitérée le 15 octobre 1888, la lettre fut reçue le jour suivant par George Lusk,, président du Whitechapel Vigilance Committee (« Comité des vigiles de Whitechapel »), une organisation citoyenne qui participa aux efforts pour identifier le tueur en série qui sévissait dans le district londonien de Whitechapel.
Le texte de la lettre était :
| Texte original | Traduction en français approximatif. | Traduction en bon français |
| --- | --- | --- |
| From hell Mr Lusk Sor I send you half the Kidne I took from one women prasarved it for you tother pirce I fried and ate it was very nise I may send you the bloody knif that took it out if you only wate a whil longer. signed Catch me when you Can Mishter Lusk. | De l'enfer M. Lusk Monsieu Je vous ai envoyé la moitié du Rin que j'ai pris d'une femmes consarvé pour vous lautre pertie je l'ai frite et mangée c'était très bont Je pourrais vous envoyer le couto ensanglanté qui l'a pris si seulement vous attandez un peut plusse longtemps. signé Attrapez-moi quand vous Pourrez M'sieur Lusk. | De l'enfer M. Lusk Monsieur, Je vous ai envoyé la moitié du rein que j'ai pris d'une femme conservé pour vous l'autre partie je l'ai frite puis mangée ; c'était très bon. Je pourrai vous envoyer le couteau ensanglanté qui l'a pris si seulement vous attendez un peu plus longtemps. signé Attrapez-moi quand vous pourrez Monsieur Lusk. |

## Analyses

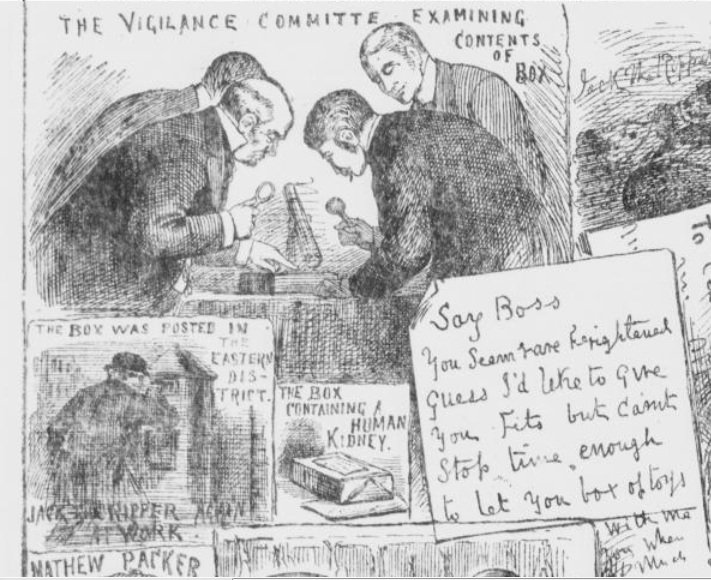
Le Comité des vigiles de l'East End examine la boîte contenant la moitié d'un rein, illustration publiée dans The Illustrated London News le 27 octobre 1888.

Des centaines de lettres furent rédigées par des gens s'accusant d'être Jack l'Éventreur à l'époque où il sévissait. Selon des chercheurs, la lettre « From Hell » pourrait appartenir au petit nombre de celles écrites par le tueur en série. Cependant, au contraire de la lettre « Dear Boss », de la carte postale « Saucy Jacky » et de leurs imitations, son auteur ne signa pas « Jack the Ripper ». Elle est d'un plus faible niveau littéraire que les deux premières, mais les chercheurs ignorent si ce fut délibéré, puisque son auteur a bien écrit le « k » dans le mot « knif[e] » et le « h » dans le mot « whil[e] », alors que ce sont des lettres muettes dans ces deux mots anglais. Selon certaines analyses, l'auteur serait un Cockney.
À la différence des autres lettres reçues par Scotland Yard et d'autres institutions, celle-ci fut livrée avec une boîte dans laquelle se trouvait la moitié d'un rein humain conservé dans l'éthanol,. Il provenait peut-être du corps de Catherine Eddowes, l'une des victimes présumées de Jack l'Éventreur, car son assassin lui avait en effet retiré un rein. À l'époque des meurtres de Whitechapel, les experts médicaux pensaient que la lettre faisait partie d'un canular forgé par des étudiants en médecine. George Lusk pensait de même et ne mentionna aux autorités ni la lettre ni la moitié du rein avant d'y avoir été conduit sur l'insistance d'amis.
La lettre et la moitié de rein furent perdus, tout comme d'autres éléments du dossier des meurtres de Whitechapel. Il n'en reste trace que par une photographie.

## Dans la fiction
Le titre de cette lettre a été repris par plusieurs œuvres de fiction :
- From Hell, une bande dessinée sur Jack l'Éventreur créée par Alan Moore et Eddie Campbell en 1991 ;
- From Hell, un film policier centré sur une enquête visant à capturer Jack l'Éventreur, adaptant la bande dessinée du même nom, réalisé par Albert et Allen Hughes et sorti en 2001 ;
- Jack the Ripper: Letters from Hell, un jeu vidéo pour appareils mobiles édité par la société Anuman Interactive en 2010[11].